# Matthias Schlitte
Matthias Schlitte (* 2. April 1987 in Haldensleben) ist ein deutscher Armwrestler und Co-Kommentator für den internationalen Sportsender Eurosport. Aufgrund eines genetischen Defekts (Klippel-Trénaunay-Weber-Syndrom) kam Matthias Schlitte mit einem kräftigeren rechten Arm zur Welt. Diese Unausgewogenheit machte er zu seinem Vorteil und entschied sich für eine Karriere als Armwrestler.

## Karriere
Hinweis: Bei Armwrestling-Wettbewerben gibt es in der Regel getrennte Wertungen für Armdrücken mit dem rechten und dem linken Arm. Alle in diesem Abschnitt genannten Ergebnisse beziehen sich auf Wettbewerbe mit dem rechten Arm. 

### Jugend
Seit 2004 steht Matthias „Hellboy“ Schlitte im Wettkampfkader der Armwrestlingabteilung des VfL Wolfsburg. Nach mehreren Erfolgen in verschiedenen Amateurturnieren gewann er in seinem ersten Profiturnier den Deutschen Meistertitel in der Jugendklasse bis 70 kg. Anschließend erzielte er in der gleichen Gewichtsklasse bei den Europameisterschaften im polnischen Gdingen den 6. Platz.

### Herren
2005 wechselte Schlitte in die Herrenklasse und belegte bei den Deutschen Meisterschaften in Starnberg den 2. Platz hinter Vizeweltmeister Udo Weiß. Beim Großen Preis von Deutschland wurde Schlitte Vierter.
Bei den Deutschen Meisterschaften 2006 in Melle errang er Platz 4. Im Juli dieses Jahres schied Schlitte erst knapp im Viertelfinale bei der Europameisterschaft in Budapest in der Männerklasse bis 70 kg aus. Beim Over-the-Top-Turnier in Mannheim im September 2006 – der Champions League im Armwrestling – setzte sich Schlitte gegen die internationale Konkurrenz durch und gewann ohne Niederlage. Anschließend trat er bei der Weltmeisterschaft in Manchester in der 75-kg-Klasse an, schied jedoch bereits in der Vorrunde aus.
Bei den Deutschen Meisterschaften 2007 belegte Schlitte den 3. Platz und musste sich dabei nur Ex-Vizeweltmeister Udo Weiß geschlagen geben. Außerdem errang er beim Internationalen Turnier in Belgien ebenfalls die Bronzemedaille. Am 8. September 2007 besiegte Schlitte im Rahmen des 10. Over-the-Top-Turniers in Wolfsburg Weiß zum ersten Mal. Er landete am Ende auf dem 2. Platz und konnte mit Iwan Pilipenko im Wettkampfverlauf den amtierenden Dritten der Weltmeisterschaft schlagen.
2008 errang Matthias Schlitte zum ersten Mal den Deutschen Meistertitel in der Herrenklasse. Der damals 21-jährige startete bei den Wettkämpfen in Hanau am 5. April 2008 in der Klasse bis 70 kg und gewann das Turnier ohne Niederlage. Des Weiteren gewann er ebenfalls ungeschlagen den Großen Preis von Belgien und belegte bei der Europameisterschaft in Norwegen den 12. Platz. Seit 2008 tritt der Student der Uni Magdeburg in der International Armwrestling-League für den europäischen Sportsender Eurosport an. In der Armwrestling-Bundesliga gewann er unbesiegt mit Team Nord die Meisterschaft.
2009 trat Schlitte bei der Deutschen Meisterschaft in Haltern in der Klasse bis 75 kg an und gewann seinen zweiten Titel im Herrenbereich. Des Weiteren führte er das Team Nord in der Bundesliga zum Mannschaftsmeister-Titel und belegte bei der Weltmeisterschaft im italienischen Rosolina den 12. Platz. Mehrfach trat er in der Fernsehserie "Arm Wars" gegen die internationale Konkurrenz an.
2010 holte Schlitte bei der Deutschen Meisterschaft die Silbermedaille (-75 kg). Verletzungsbedingt nahm der Deutsche nicht an der Europameisterschaft in Moskau/Russland teil. Bei der Weltmeisterschaft in Mesquite/USA errang Schlitte zum Jahresabschluss (-70 kg) den 10. Rang, außerdem holte er gemeinsam mit dem Team Nord den dritten Mannschaftstitel in Folge.
2011 verzichtete Schlitte wegen der gleichen Verletzung auf die Deutschen Meisterschaften sowie die Europameisterschaft in Danzig/Polen. Im Juli gab er sein Comeback und gewann vier internationale Turniere in Folge. Der Deutsche blieb bei den Großen Preisen von Belgien, der Schweiz, Deutschland und der Niederlande sogar ungeschlagen. Bei seiner vierten Weltmeisterschaft landete Schlitte im kasachischen Almaty auf dem 12. Platz.
2012 startete Schlitte erstmals beim großen Preis von Tschechien in der höheren Kategorie -80 kg. Der Bebertaler holte Silber und gewann anschließend bei den Deutschen Meisterschaften seinen siebten Titel (-75 kg). Bei der EM reichte es für Platz 9 (-70 kg). Beim Großen Preis von Deutschland trat er zur Vorbereitung auf die WM in Brasilien in der höheren Kategorie -80 kg an und holte in der Finalrunde Silber. Bei der Weltmeisterschaft landete Schlitte dann unter über 30 Teilnehmern auf dem 7. Platz. Außerdem holte Schlitte in der offenen Kategorie beim International Hamburg Armwrestling Cup seinen 9. Sieg bei einem internationalen Turnier.
Bei der WM 2013 in Gdingen erreichte er Platz 7 in der Klasse Männer 70 kg.

## Erfolge
- Weltmeister 2022 (-70 kg)
- Vize-Europameister 2022 (-70 kg)
- Vize-Weltmeister 2013 (-70 kg) beim Nemiroff Worldcup 2013 in Warschau/Polen
- 13-facher Deutscher Meister (siebenmal Einzel 2004, 2008, 2009, 2012, 2016, 2017, 2019, 2022 und 2023; viermal Mannschaftswertung 2008, 2009, 2010, 2012)
- Mehr als 30-facher Internationaler Champion
- 7-facher Sieger des Großen Preis von Deutschland (2006, 2009, 2011, 2013, 2015, 2016 und 2022)

## Mediale Arbeit
Seit 2009 ist Schlitte in der Organisation und Koordination der „Arm Wars“-Serie für Eurosport involviert und dient im Team mit Moderator Alexander von der Groeben als Fernsehexperte. Außerdem trat Schlitte unter anderem im amerikanischen Discovery Channel und in der japanischen Fernsehshow Unglaublich bei Fuji Television auf. 2010 kämpfte Schlitte in der koreanischen TV-Show Starking gegen den südkoreanischen Champion Hyunsun Kim (-80 kg), der Deutsche gewann das Duell 2 zu 0. Am 10. November 2018 trat Schlitte als Kandidat in der ProSieben-Show Alle gegen Einen an.